# Гійас ад-дін Ахмад
Гійас ад-дін Ахмад Джалаїр (помер 31 серпня 1410) — правитель з династії Джалаїрідів, один з перших азербайджанських поетів.

## Життєпис
За часів правління свого старшого брата Хусейна, від 1374 до 1375 року, був намісником у Басрі. 1382 року він підбурив заколот, заволодів столицею — Тебризом, і наказав стратити свого брата. Втім лише після тривалої боротьби з іншими своїми братами (до 1384 року) був визнаний правителем у всій державі.
Вже у перші роки свого правління він був змушений віддати більшу частину своїх земель зовнішнім ворогам. На межі 1385/1386 років Тебриз жорстоко спустошив Тохтамиш, а 1386 року — Тимур. Після того, як Тимур 1387 року залишив місто, його зайняли туркмени Кара-Коюнлу на чолі з Кара Мухаммедом. 1393 року Тимур завоював і другу столицю Ахмада — Багдад. Ахмад був змушений тікати до Єгипту, де його дружньо приймав султан Баркук. За допомогою останнього він зміг ще того ж року повернутись до Багдада, де йому вдалось утриматись упродовж кількох років. 1401 року Тимур повторно захопив Багдад. Ахмад залишив столицю раніше та, в союзі з Кара-Юсуфом, вирушив спочатку до Сирії, а потім — до Малої Азії. Під час війни між Тимуром і Баязідом він скористався нагодою, щоб знову заволодіти Багдадом, однак невдовзі був змушений поступитись ним своєму колишньому союзнику Кара-Юсуфу та знову шукати притулку в Сирії, куди за ним попрямував й його противник після взяття Багдада онуком Тимура Абу Бакром. У Сирії обох ув'язнили і звільнили лише 1405 року, після смерті Тимура.
За короткий час Ахмад зумів відвоювати всю свою державу, однак у подальшому його витіснив з Азербайджану Абу Бакр, а того, у свою чергу, — Кара-Юсуф. Останній розбив Ахмада 30 серпня 1410 року під Тебризом і наступного дня вбив.
Джерела змальовують Ахмада жорстоким, жадібним і віроломним деспотом, однак, разом з тим, хоробрим воїном і покровителем науковців і поетів. Він сам писав вірші азербайджанською, арабською та перською мовами, а також написав кілька праць з музики.